# Spirostreptus confusus
Spirostreptus confusus är en mångfotingart som beskrevs av Chamberlin 1941. Spirostreptus confusus ingår i släktet Spirostreptus och familjen Spirostreptidae. Inga underarter finns listade i Catalogue of Life.